# Antes o Tempo Não Acabava
Pour plus de détails, voir Fiche technique et Distribution.
Antes o Tempo Não Acabava (titre international anglais : Time Was Endless) est un film dramatique brésilien sorti en 2016 et réalisé par Fábio Baldo et Sérgio Andrade.
Le film a été présenté dans la section Panorama au 66e Festival international du film de Berlin en 2016.

## Synopsis
Anderson, un jeune natif américain homosexuel de 20 ans, quitte sa communauté et part vivre à Manaus.

## Fiche technique
- Titre : Antes o Tempo Não Acabava
- Réalisation : Fábio Baldo et Sergio Andrade
- Scénario : Fábio Baldo et Sergio Andrade
- Photographie : Yure Cesar
- Montage : Fábio Baldo
- Production : Sergio Andrade et Ana Alice de Morais
- Société de production : Rio Tarumã Films, 3 Moinhos Produções Artísticas et Autentika Films
- Pays :  Brésil et  Allemagne
- Genre : Drame
- Durée : 85 minutes
- Dates de sortie : 
  -  Allemagne : 13 février 2016 (Berlinale)

## Distribution
- Anderson Tikuna : Anderson
- Rita Carelli : Pia
- Begê Muniz : Beto Cainã
- Emanuel Aragão : Mapinguary Jr.
- Severiano Kedassere : le vieux Shaman
- Fidelis Baniwa : Tunarê
- Kay Sara : Sister
- Ana Sabrina : Niece
- Arnaldo Barreto : Frankney
- Thiago Almeida : Anderson à 11 ans

## Production
Le film a été tourné à Manaus.

## Distinctions
Le film a reçu plusieurs distinctions :
- Berlinale 2016 : sélection officielle en compétition dans la section Panorama
- Festival du film brésilien de Brasilia 2016 : sélection officielle en compétition
- Festival international du film de São Paulo 2016 : sélection officielle en compétition dans la section New Directors
- Queer Lisboa 2016 : meilleur film et meilleur acteur pour Anderson Tikuna